# Mlynica
Mlynica (Hongaars: Malompatak, Duits: Mühlenbach) is een Slowaakse gemeente in de regio Prešov, en maakt deel uit van het district Poprad.
Mlynica telt 430 inwoners.